# Star Trek: Strange New Worlds
Pour les articles homonymes, voir Star Trek (homonymie).
Production
Diffusion
Chronologie
Star Trek: Prodigy
Star Trek: Strange New Worlds est une série télévisée américaine de science-fiction créée par Akiva Goldsman, Alex Kurtzman et Jenny Lumet. Elle est diffusée depuis le 5 mai 2022 aux États-Unis sur la plateforme de vidéo à la demande Paramount+, et en simultané au Canada sur la plateforme de vidéo à la demande Crave, elle est intégralement doublée en français.
Produite par Alex Kurtzman, la série fait partie d'un univers étendu inspiré de l’œuvre Star Trek créée par Gene Roddenberry avec la série originale. Il s'agit par ailleurs d'une préquelle à cette série originale et d'une série dérivée de Star Trek: Discovery.
Au Québec, elle est diffusée à la télévision depuis le 20 octobre 2022 sur Z. Elle est diffusée en France dès le 1er décembre 2022 sur Paramount+, jour d'arrivée en France de la plateforme.

## Synopsis
En 2259, soit six ans avant que James Tiberius Kirk prenne le commandement de l'USS Enterprise — et quelques mois après la bataille contre « le Contrôle », l'intelligence artificielle renégate de la Section 31 — le capitaine Christopher Pike et son équipage explorent la galaxie à la recherche de nouveaux mondes,.

## Distribution

### Acteurs principaux
- Anson Mount (VF : Laurent Mantel) : capitaine Christopher Pike, commandant de l'USS Enterprise
- Rebecca Romijn (VF : Vanina Pradier) : lieutenant-commandeur Una Chin-Riley, officier « Numéro Un » (en) de l'Enterprise
- Ethan Peck (VF : Sylvain Agaësse) : lieutenant-commandeur Spock, officier scientifique de l'Enterprise
- Babs Olusanmokun (VF : Rody Benghezala) : Dr Joseph M'Benga, médecin de bord de l'Enterprise
- Christina Chong (VF : Christine Braconnier) : lieutenant La'an Noonien-Singh, cheffe de la sécurité de l'Enterprise
- Celia Rose Gooding (en) (VF : Amélia Ewu) : cadette Nyota Uhura, officier des communications de l'Enterprise
- Jess Bush (VF : Véronique Picciotto) : Dre Christine Chapel, infirmière de bord de l'Enterprise
- Melissa Navia (VF : Déborah Claude) : lieutenant Erica Ortegas, timonier de l'Enterprise
- Bruce Horak (en) (VF : Guy Chapellier) : lieutenant Hemmer, ingénieur en chef de l'Enterprise (saison 1)
- Carol Kane (VF : Michèle Buzynski) : commandeur Pelia, ingénieure en chef de l'Enterprise (à partir de la saison 2)
- Martin Quinn (VF : John Kokou) : lieutenant Montgomery Scott (à partir de la saison 2, épisode 10)

### Acteurs récurrents
- Dan Jeannotte (VF : Cédric Dumond) : lieutenant Georges Samuel Kirk, frère de James T. Kirk et xénobiologiste de l'Enterprise
- Paul Wesley (VF : Stéphane Pouplard) : James T. Kirk
- Melanie Scrofano (VF : Jessica Monceau) : capitaine Marie Batel
- Gia Sandhu (de) (VF : Audrey Sourdive) : T'Pring, épouse de Spock
- Adrian Holmes (VF : Günther Germain) : amiral de la flotte Robert April
- André Dae Kim (en) : lieutenant Kyle, officier de téléportation de l'Enterprise

### Invités
- Tawny Newsome (VF : Olivia Luccioni) : enseigne Beckett Mariner (saison 2, épisode 7)
- Jack Quaid (VF : Jim Redler) : enseigne Brad Boimler (saison 2, épisode 7)
- Jerry O'Connell : commandeur Jack Ramson (saison 2, épisode 7 - voix)
- Noël Wells : enseigne D'Vana Tendi (saison 2, épisode 7 - voix)
- Eugene Cordero (en) : enseigne Sam Rutherford (saison 2, épisode 7 - voix)

Version française dirigée par Marc Saez au studio Libra Films, d'après une adaptation des dialogues de Nicolas Mourguye, Anne Estève et Paul-Hervé Berrebi (consultant).
 Source et légende : version française (VF) sur RS Doublage et Doublage Séries Database

## Production

### Genèse et développement
Dans le season finale de la première saison de Star Trek: Discovery, on peut apercevoir l'USS Enterprise NCC-1701, le vaisseau de la série originale Star Trek. Aaron Harberts, alors show runner de la série, souhaite explorer davantage le personnage du capitaine de l'Enterprise, Christopher Pike, sentant que son destin n'a pas été assez creusé précédemment dans l'univers Star Trek. Aaron Harberts affirme qu'il est moins intéressé à l'idée de faire une nouvelle série sur Spock, personnage déjà assez exploité par le passé et surtout qu'il ne veut pas d'un autre interprète du personnage après Leonard Nimoy et Zachary Quinto. Cependant, la présence de Spock dans la saison 2 de Discovery est confirmée en avril 2018. Anson Mount est alors annoncé pour y incarner Christopher Pike. Rebecca Romijn est ensuite annoncée pour incarner Una Chin-Riley / « Numéro Un », personnage incarné par Majel Barrett dans le premier épisode pilote La Cage. Ethan Peck est ensuite choisi pour incarner Spock.
En juin 2018, après avoir été engagé comme show runner de Star Trek: Discovery, Alex Kurtzman signe un contrat de cinq ans avec CBS Television Studios pour développer davantage l'univers Star Trek avec divers séries, mini-séries et séries d'animations. Après le départ d'Anson Mount à la fin de la 2e saison de Discovery, des fans lancent une pétition en ligne pour qu'il endosse à nouveau le rôle de Pike dans une série spin-off qui se déroulerait sur l'Enterprise avec les retours de Rebecca Romijn en Numéro Un et Ethan Peck en Spock.
En janvier 2020, Alex Kurtzman annonce que des discussions actives ont lieu pour ce projet de spin-off et qu'il « échange des idées » avec Akiva Goldsman. Alex Kurtzman ajoute qu'il aimerait que la série puisse se dérouler sur plusieurs saisons afin de pouvoir couvrir la large période de 7 ans entre les évènements survenus après l'accident de Pike dans la saison 2 de Discovery et avant ceux l'impliquant au début de la série originale.
CBS All Access (future Paramount+) commande officiellement Star Trek: Strange New Worlds en mai 2020. Anson Mount, Rebecca Romijn et Ethan Peck sont confirmés, tout comme la participation d'Alex Kurtzman et Akiva Goldsman comme producteurs délégués. Jenny Lumet (fille du cinéaste Sidney Lumet), qui a participé aux séries Star Trek: Short Treks, Star Trek: Discovery et Star Trek: Picard, participe elle aussi à la production et à l'écriture. Rod Roddenberry, fils du créateur de Star Trek Gene Roddenberry, est également annoncé comme producteur,. Akiva Goldsman écrit le script du premier épisode de la série, d'après une intrigue imaginée par lui-même, Alex Kurtzman et Jenny Lumet. Akiva Goldsman est par ailleurs choisi comme show runner avec Henry Alonso Myers.
Akiva Goldsman précise ensuite que la série sera plus optimiste et épisodique que les séries Discovery et Picard, dans un style plus proche de la série originale des années 1960. Il a malgré tout précisé qu'elle contiendra aussi des arcs narratifs pour développer les intrigues autour des personnages.
Le 18 janvier 2022, la série est renouvelée pour une deuxième saison.
La saison 3 est diffusée à partir du 17 juillet 2025 et comprend 10 épisodes.
Une quatrième saison a été commandée.

### Distribution des rôles
Anson Mount, Rebecca Romijn et Ethan Peck reprennent les rôles qu'ils tenaient dans Star Trek: Discovery,. Ces personnages avaient initialement été introduits dans La Cage, épisode pilote rejeté de la série originale des années 1960,. Ethan Peck annonce que ces personnages seront différents dans Strange New Worlds par rapport à Discovery dans un style plus proche de la version des années 1960.
Babs Olusanmokun, Christina Chong, Celia Rose Gooding, Jess Bush et Melissa Navia sont ensuite annoncés.

### Tournage
Après l'annonce de la série en mai 2020, le producteur-scénariste Akiva Goldsman déclare que le début du tournage est incertain en raison de la pandémie de Covid-19. Alex Kurtzman affirme ensuite qu'il débutera courant 2021. La préproduction débute en août 2020,.
Le tournage débute officiellement le 18 février 2021. Il se déroule dans les studios CBS Stages Canada à Mississauga en Ontario sous le faux-titre Lily and Isaac. En raison des restrictions liées à la pandémie de Covid, l'équipe tourne en effectifs réduits. Seules les scènes sur le pont de l'Enterprise réunissent tous les acteurs en même temps.
Le plateau contient un mur vidéo, similaire à la technologie StageCraft (en) utilisée pour The Mandalorian,. Cet écran à 270 degrés permet de projeter des images directement sur le plateau, à l'inverse des écrans verts habituellement utilisés dans de telles productions. Des prises de vues additionnelles pour les effets spéciaux sont faites au Nouveau-Mexique.
Akiva Goldsman réalise lui-même le pilote. Le tournage est bouclé en avril 2021, à l'exception des scènes nécessitant la présence de tous les acteurs en raison des restrictions liées à la pandémie de Covid-19. Le tournage principal production de la saison s'achève fin juillet 2021. Quelques plans additionnels et reshoots sont ensuite réalisés jusqu'en octobre.

## Épisodes

### Première saison (2022)
La première saison est composée de dix épisodes.
1. Strange New Worlds (Strange New Worlds)
2. Les Enfants de la comète (Children of the Comet)
3. Les Fantômes d'Illyria (Ghosts of Illyria)
4. Memento Mori (Memento Mori)
5. Le Mal de Spock (Spock Amok)
6. Élève-nous là où la souffrance ne peut nous atteindre (Lift Us Where Suffering Cannot Reach)
7. Le Serene Squall (The Serene Squall)
8. Le Royaume d'Elysian (The Elysian Kingdom)
9. Tous ceux qui errent (All Those Who Wander)
10. Le Caractère de la clémence (A Quality of Mercy)

Source des titres en français
Source des titres originaux

### Deuxième saison (2023)
1. Le Cercle brisé (The Broken Circle)
2. Ad astra per aspera (Ad Astra Per Aspera)
3. Demain et demain et demain (Tomorrow and Tomorrow and Tomorrow)
4. Parmi les mangeurs de lotus (Among the Lotus Eaters)
5. Mascarade (Charades)
6. Hallucinations (Lost in Translation)
7. Ces vieux scientifiques (Those Old Scientists)
8. Sous le couvert de la guerre (Under the Cloak of War)
9. Rhapsodie du sous-espace (Subspace Rhapsody)
10. Hégémonie (Hegemony)

Source des titres en français,

### Troisième saison (2025)
1. Hégémonie, Partie 2 (Hegemony, Part II)
2. Le blues du marié (Wedding Bell Blues)
3. Une navette pour Kenfori (Shuttle to Kenfori)
4. Une aventure spatiale (A Space Adventure Hour)
5. À travers le prisme du temps (Through the Lens of Time)
6. Rêves et réalités (The Sehlat Who Ate Its Tail)
7. C'est quoi Starfleet ? (What Is Starfleet?)
8. Four-and-a-Half Vulcans
9. Terrarium
10. New Life and New Civilizations

## Accueil
La première saison reçoit des critiques globalement positives. Sur l'agrégateur américain Rotten Tomatoes, elle récolte 99 % d'opinions favorables pour 84 critiques. Le consensus suivant résume les critiques compilées par le site : « Strange New Worlds parcourt un territoire familier avec un effet rafraîchissant, sa structure épisodique et sa distribution touchante reprenant le sens de la découverte illimitée qui a défini les racines de la franchise ». Sur Metacritic, elle obtient une note moyenne de 76⁄100 pour 14 critiques.
La deuxième saison est également bien reçue. Sur Rotten Tomatoes, elle récolte 97 % d'opinions favorables pour 98 critiques. Le consensus est le suivant : « Allant audacieusement là où cette franchise sacrée est allée auparavant avec une exécution effervescente, la superbe deuxième saison de Strange New Worlds continue de recapturer le Trek classique avec une verve moderne. » Sur Metacritic, elle obtient une note moyenne de 88⁄100 pour 11 critiques.

## Distinctions
- Saturn Awards 2022 : Meilleure série de science-fiction en streaming